# Faisal bin Nawaf Al Saud
Prinz Faisal bin Nawaf bin Abdulaziz Al Saud (arabisch فيصل بن نواف بن عبد العزيز آل سعود, DMG Faiṣal b. Nawāf b. ʿAbd al-ʿAzīz Āl Suʿūd; * 1984) ist ein saudischer Politiker und Mitglied der Saudi-Dynastie. Er ist Gouverneur der Provinz al-Dschauf.

## Leben
Faisal wurde 1984 als Sohn des verstorbenen Prinzen Nawaf bin Abdulaziz, der Chef des saudischen Geheimdienstes war, und Jawahir Al Sheikh geboren. Seine Mutter gehört zur Familie Al Sheikh. Faisals Großvater ist der Staatsgründer und erste König Saudi-Arabiens, Ibn Saud. Im Dezember 2018 wurde er zum Gouverneur der Provinz al-Dschauf ernannt und ersetzte damit seinen Cousin Badr bin Sultan in dieser Position.
Faisals Vater war der Vollbruder von Talal bin Abdulaziz, dem Vater des Milliardärs al-Walid bin Talal.